# Christian Bergström
Christian Bergström (Göteborg, 19 luglio 1967) è un ex tennista svedese.

## Carriera
A livello junior raggiunge la semifinale degli US Open 1985 dove viene sconfitto da Joey Blake e chiude l'anno al secondo posto in classifica.
Tra i professionisti riesce a raggiungere il trentaduesimo posto in singolare e a giocare due finali consecutive ad Adelaide, nel 1992 e 1993. Riusciva a destreggiarsi abbastanza bene su tutte le superfici, cosa non così scontata negli anni 90 ed ottenne buoni risultati soprattutto nei tornei dello Slam, raggiunto per tre volte i quarti di finale: a Wimbledon 1990, agli Australian Open 1993 e nuovamente a Wimbledon nel 1994. 
In Coppa Davis ha giocato e vinto quattro match con la squadra svedese.
Dopo i primi anni giocati prevalentemente nel circuito challenger, Bergstrom raggiunge i primi 100 ATP nell'aprile del 1987 mentre l'anno successivo gioca le prime semifinali a livello ATP a Bastad e Tolosa e i quarti a Metz e Ginevra.
Nel 1989 raggiunge i quarti a Milano, Bastad e Tolosa ma a fine anno chiude fuori dai primi 100. 
Nel 1990 dopo i quarti di finale in primavera a Monaco, al Roland Garros raggiunge il terzo turno, perdendo in 5 set, dopo aver vinto i primi 2, dal campione uscente Michael Chang.  A Wimbledon centra a sorpresa i quarti, battendo Guy Forget e perdendo da Stefan Edberg. Non ottiene altri risultati di rilievo fino alla stagione indoor, dove raggiunge i quarti a Tolosa e la semifinale a Wembley, sconfitto ancora da Chang. I quarti di Wimbledon gli consentono di accedere alla prima edizione della Grand Slam Cup, dove perde da Ivan Lendl.
Inizia bene il 1991 con la semifinale a Wellington e Monaco e i quarti ad Auckland, Rotterdam e Copenhaghen. Sull'erba di Wimbledon raggiunge il quarto turno, battendo Brad Gilbert e perdendo in 4 set da Boris Becker. Semifinalista anche nel successivo torneo di Bastad, nella stagione indoor raggiunge invece i quarti a Basilea e Tolosa.
Nel 1992 gioca ad Adelaide la prima finale ATP perdendola per 1-6 7-6 6-4 da Goran Ivanišević. Conferma il buon momento in Australia raggiungendo i quarti a Sydney e il quarto turno agli Australian Open, fermato da Richard Krajicek dopo aver battuto il n.7 del mondo Forget. Non fortunato nei successivi tornei dello Slam, sia a Parigi che a Wimbledon perde al primo turno dal top10 Petr Korda, raggiunge solamente i quarti a Bastad e Tolosa, chiudendo l'anno poco sotto i primi 50 del mondo.
Nel 1993 conferma la finale ad Adelaide, perdendola, sempre in rimonta, stavolta contro il connazionale Kulti. Agli Australian Open fa ancora meglio, battendo ben 3 top20: Ivan Lendl, n. 8 in quel momento, Henrik Holm e Wayne Ferreira. È ancora Edberg a fermarlo, come nel precedente quarto Slam. Gioca come al solito bene nel torneo di casa a Bastad, perdendo in semifinale dall'austriaco Skoff, e a Tolosa, perdendo sempre in semi da Boetsch. Raggiunge anche i quarti a Pechino, chiudendo la stagione al n. 52, in linea con quella precedente, ma dopo aver ritoccato a gennaio il suo Best Ranking al n.32.
Inizia invece male la stagione 1994, non difendendo i molti punti australiani in scadenza, cosa che lo fa uscire dai primi 100. Raggiunge i quarti a San City e ad Atlanta ma non riesce ad entrare nel tabellone principale di Wimbledon. Partendo dalle qualificazioni, riesce però ad issarsi fino ai quarti di finale, perdendo da Boris Becker. Sarà questo il suo ultimo risultato di rilievo, infatti nonostante i punti di Wimbledon chiude l'anno appena fuori dai 100, per uscire poi anche dai primi 200 l'anno dopo perdendo all'esordio da Krickstein a Wimbledon 1995. Si ritira a 29 anni alla fine del 1996.

## Statistiche

### Singolare

#### Finali perse (2)
| Numero | Anno            | Torneo                                                 | Superficie | Avversario in finale | Punteggio        |
| 1.     | 6 gennaio 1992  | Australian Men's Hardcourt Championships, Adelaide (1) | Cemento    | Goran Ivanišević     | 1–6, 7–6(5), 6–4 |
| 2.     | 11 gennaio 1993 | Australian Men's Hardcourt Championships, Adelaide (2) | Cemento    | Nicklas Kulti        | 3–6, 7–5, 6–4    |